# Šubířov
Šubířov (en allemand : Schubirow) est une commune du district de Prostějov, dans la région d'Olomouc, en Tchéquie. Sa population s'élevait à 279 habitants en 2023.

## Géographie
Šubířov se trouve à 4 km au nord-est du centre de Konice, à 26 km au nord-ouest de Prostějov, à 31,5 km à l'ouest d'Olomouc et à 180 km à l'est-sud-est de Prague.
La commune est limitée par Jaroměřice à l'ouest et au nord, par Kladky au nord, Dzbel à l'est et par Skřípov au sud.

## Histoire
La première mention écrite de la localité date de 1353.

## Administration
La commune se compose de deux sections :
- Chobyně
- Šubířov

## Transports
Par la route, Šubířov se trouve à 6,5 km de Konice, à 30 km de Prostějov, à 37 km d'Olomouc et à 230 km de Prague.